# St. Bernhard (Schopfheim)

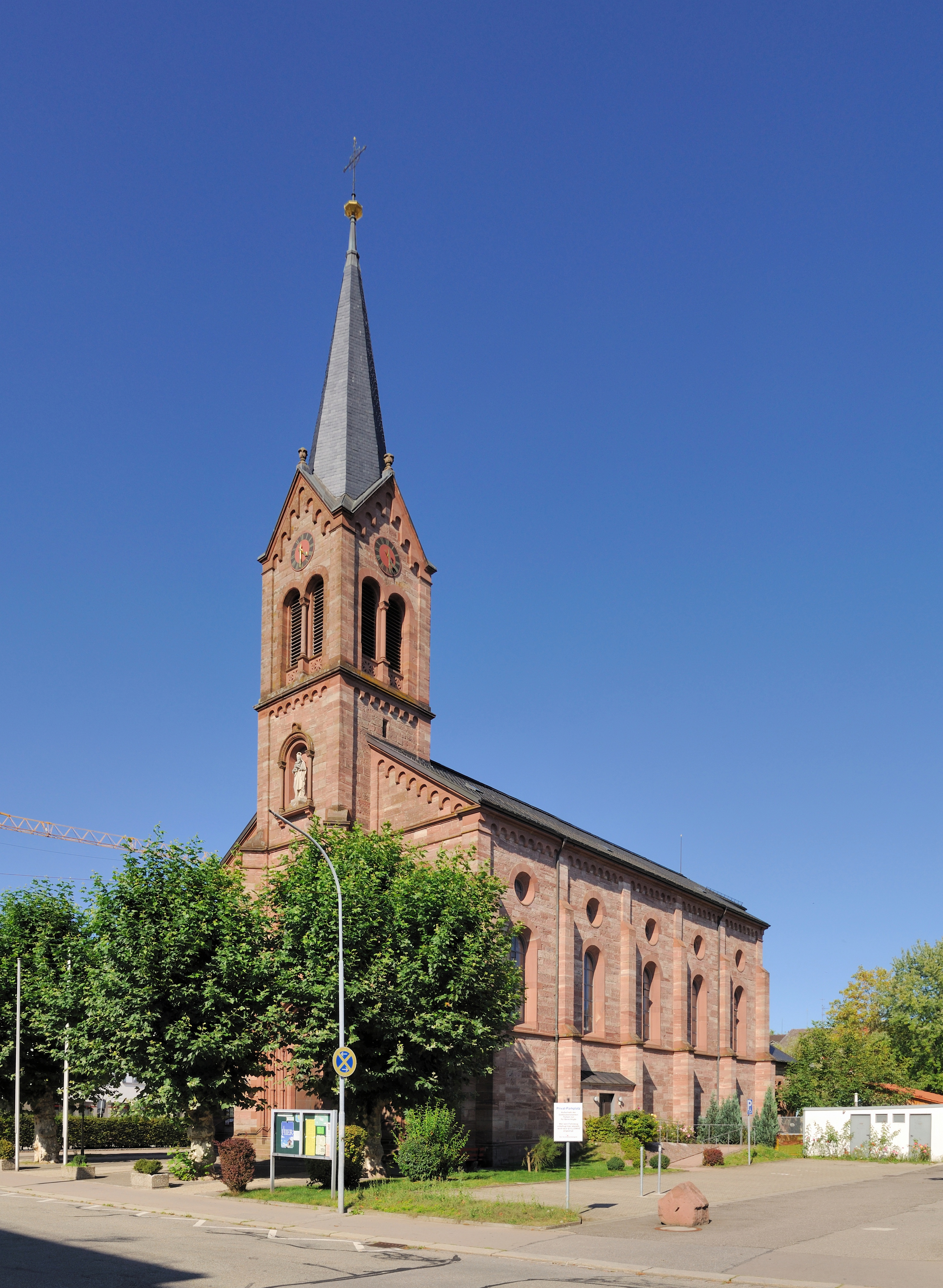
Pfarrkirche St. Bernhard

Die Kirche St. Bernhard ist die katholische Pfarrkirche von Schopfheim im Landkreis Lörrach. Der Kirchenpatron Bernhard von Baden ist gleichzeitig der Patron der Erzdiözese Freiburg. Das Ende der 1870er Jahre errichtete und dem Historismus zuzurechnende Kirchengebäude erinnert in einigen Details an die Romanik und zitiert mit seinen angedeuteten, diagonalen Strebepfeilern gotische Formen. Es spiegelt durch seine Maße und die architektonische Gestaltung dennoch eine klassizistische Grundhaltung wider.

## Geschichte
Nachdem während der Reformation im Markgräflerland 1556 der katholische Glaube zurückgedrängt worden war, erwuchs in Schopfheim und Umgebung in den folgenden Jahrhunderten wieder eine katholische Gemeinde, die zunächst von der Pfarrei in Stetten, später von Höllstein betreut wurde. Aufgrund des vergleichsweise weiten Weges wurde die evangelische Kirche im benachbarten Eichen 1848 zur Simultankirche erklärt.
Im Jahr 1860 zählte die stetig wachsende Stadt bereits 670 Katholiken, und 1876 wollte die katholische Stiftungskommission die Alte Stadtkirche kaufen, da diese der evangelischen Kirchengemeinde zu klein geworden war. Nachdem es zu keiner Einigung gekommen war, gründeten die Katholiken 1872 einen Kirchen- und Pfarrhausfonds und erwarben ein Jahr später das Grundstück. Die Pläne erstellte der Baumeister Lukas Engesser aus Freiburg; die Bauaufsicht übernahm der örtliche Architekt Johann Siegle. Meinungsverschiedenheiten, ob die Kirche eine flache Decke oder eine Gewölbedecke erhalten sollte, wurden beigelegt und man entschied sich für die Flachdecke. Der Grundstein wurde am 30. Mai 1878 durch Kurat Wilhelm Hirt gelegt, der erste Gottesdienst wurde am 7. November 1879 ebenfalls durch Kurat Wilhelm Hirt gefeiert. Am 20. Juni 1880 wurde die Kirche durch Erzbischof Lothar von Kübel konsekriert und 1899 zur Pfarrkirche erhoben.
Der Chor wurde 1910 vom Karlsruher Kunstmaler Christian Schilling ausgemalt. Die Neugestaltung des Altarraums mit neuen Ausstattungselementen erfolgte in den Jahren 1955 bis 1958. Eine weitere Renovierung erfolgte 1975 bis 1976, um den Anforderungen des Zweiten Vatikanischen Konzils gerecht zu werden. Dazu gestalte der Rheinfelder Bildhauer Leonhard Eder den Leuchter, Altar, Tabernakel, Ambo und Taufstein neu. Neben einem neuen Gestühl erhielt die Kirche auch neue Glasfenster.

## Beschreibung

### Kirchenbau
Die Kirche steht auf halbem Weg zwischen Bahnhof und Altstadt. Das rechteckige Langhaus ist über ein Satteldach gedeckt und weist an seinen Längsseiten je fünf rundbogige, hohe Fenster auf. Darüber befinden sich kreisrunde Fenster. Zwischen den Fenstern untergliedern als Strebepfeiler angedeutete Vorsprünge die Seitenfassaden. Nach Osten schließt sich daran ein fast quadratischer Chor an, der in gleicher Höhe wie das Langhaus von dem Satteldach bedeckt wird. Der Chor wird von einer etwas niedrigeren gewölbten Apsis abgeschlossen. Zur Westseite erhebt sich ein teilweise im Kirchenschiff integrierter, vierstöckiger Glockenturm mit quadratischem Grundriss. Im dritten Turmgeschoss befindet sich in einer Nische eine Madonnenstatue mit Kind. Im vierten Geschoss weisen nach allen Seiten rundbogige, zweigeteilte Klangarkaden. Unterhalb der vier Giebel ist je ein Zifferblatt der Turmuhr angebracht. Darüber schließt ein schlankes, achteckiges Pyramidendach mit Turmkugel und Kreuz das Kirchturmdach ab. Zugang zur Kirche bieten das Hauptportal durch die Turmhalle und die beiden Seiteneingänge.

### Innenraum und Ausstattung

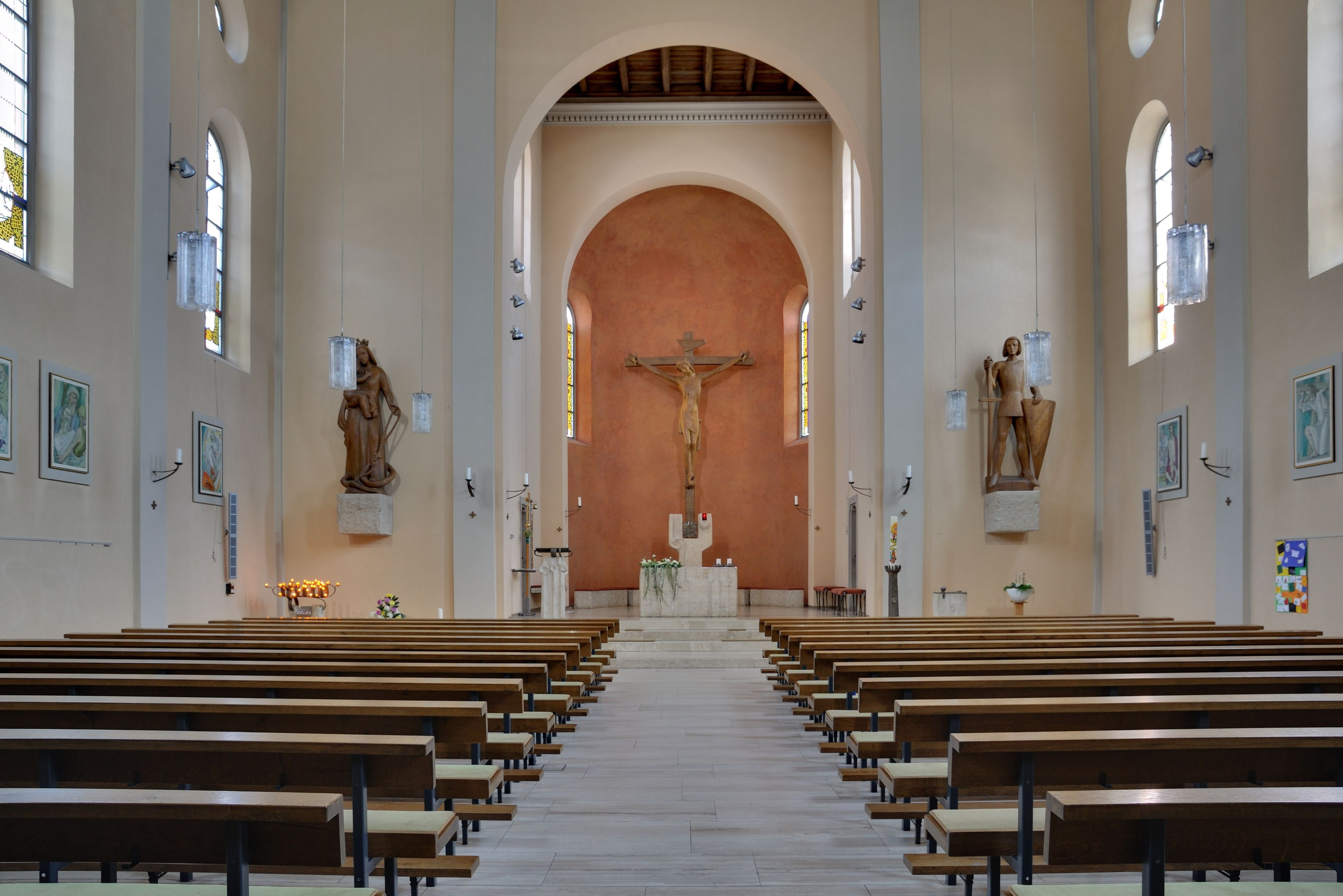
Innenraum mit Blick zum Chor

Der hohe Saalbau ist mit flacher Holzdecke eingezogen. Zwischen Apsis und Chor sowie zwischen Chor und Langhaus befinden sich zwei Triumphbögen. Beidseitig des Chors befinden sich überlebensgroße Holzstatuen auf Steinblöcken. Die Figuren wurden in den 1950er Jahren vom Künstler Siegfried Fricker erschaffen. Die linke Statue zeigt Maria mit Jesuskind, die rechte den Kirchenpatron Bernhard von Baden mit Schild und Schwert. Ebenfalls von Fricker stammt ein großes Holzkruzifix, das in der Apsis aufgestellt ist. Die Fenster schuf 1976 der Düsseldorfer Glaskünstler Jochem Poensgen. Sie zeigen Rank- und Blattwerk und weitere gegenstandslose Formen.

### Glocken

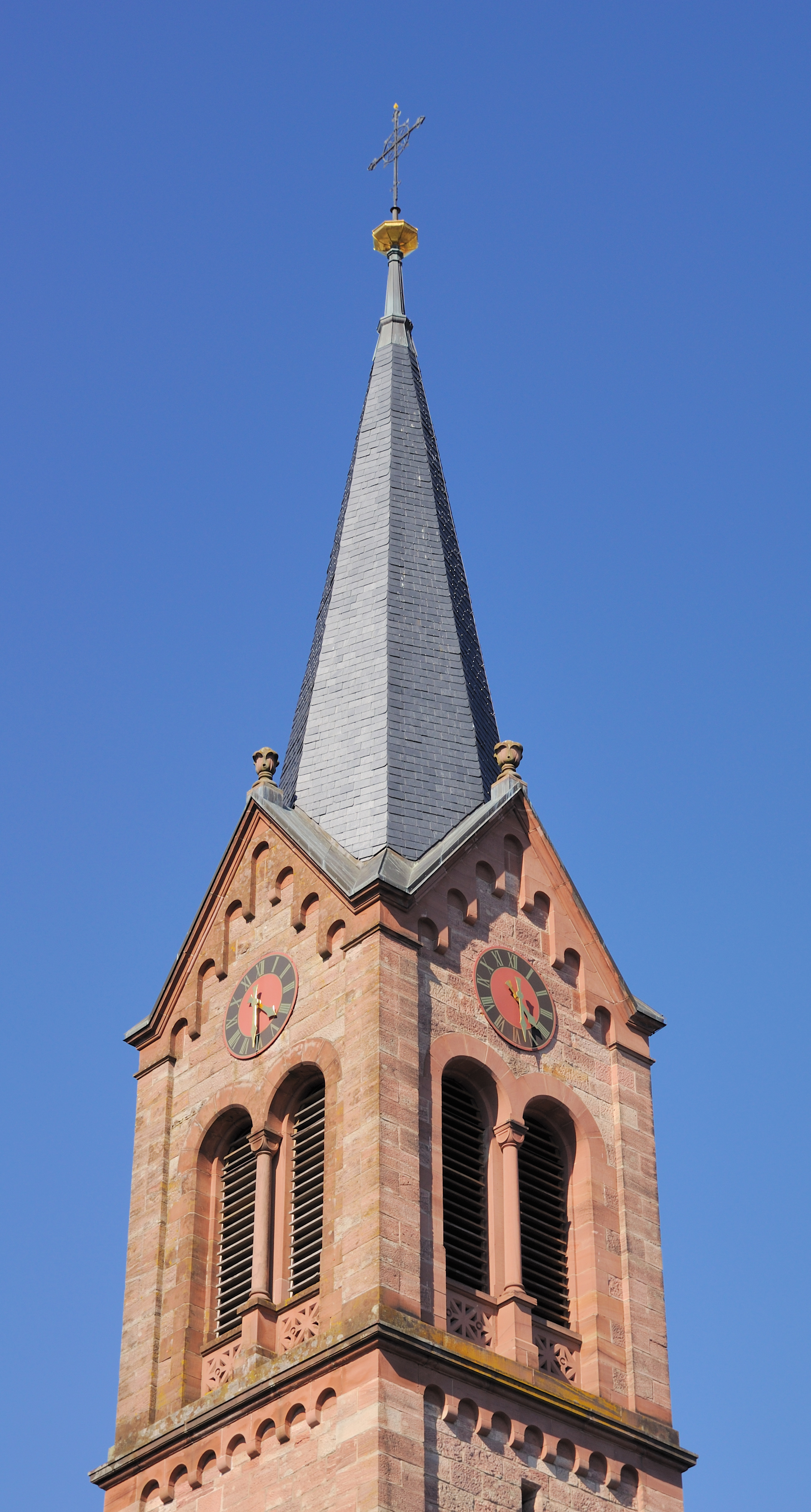
Glockenturm

#### Erstes Geläut
Das erste Geläut der Kirche setzte sich wie folgt zusammen:
| Glocke | Bezeichnung | Gussjahr | Gießerei                | Schlagton | Gewicht | Inschrift                                                                                |
| ------ | ----------- | -------- | ----------------------- | --------- | ------- | ---------------------------------------------------------------------------------------- |
| 1      | Herz Jesu   | 1879     | Gebrüder Koch, Freiburg | f1        | 950 kg  | Gütig und mild bist du, Herr, und reich ist dein Erbarmen für alle, welche zu dir rufen. |
| 2      | St. Maria   | 1921     | Heinrich Ulrich, Apolda | as1       | 447 kg  | Ave Maria. Gedenke der Wohltäter!                                                        |
| 3      | -           | 1921     | Heinrich Ulrich, Apolda | c2        | 241 kg  | -                                                                                        |

Das Gesamtgewicht des Geläutes betrug 1638 kg.
Am 16. und 17. Februar 1942 mussten die beiden größeren Glocken (1 und 2) abgenommen und der Rüstungsindustrie zugeführt werden. Lediglich die kleinste Glocke (3) durfte im Turm verbleiben.

#### Aktuelles Geläut
Das aktuelle Geläut wurde am 8. Juli 1953 durch die Glockengießerei F. W. Schilling aus Heidelberg in Bronze gegossen.
Die Weihe erfolgte am 19. Juli 1953, vom Turm erklang das Geläut erstmals am 24. Juli 1953.
| Glocke | Bezeichnung  | Gussjahr | Gießerei                    | Schlagton | Gewicht | Inschrift                                    |
| ------ | ------------ | -------- | --------------------------- | --------- | ------- | -------------------------------------------- |
| 1      | Christ-König | 1953     | F. W. Schilling, Heidelberg | f1        | 1000 kg | Ich bin der Weg, die Wahrheit und das Leben. |
| 2      | St. Maria    | 1953     | F. W. Schilling, Heidelberg | g1        | 700 kg  | Was er euch sagt, das tuet.                  |
| 3      | St. Josef    | 1953     | F. W. Schilling, Heidelberg | b1        | 400 kg  | Gehet zu Josef!                              |
| 4      | St. Michael  | 1953     | F. W. Schilling, Heidelberg | c2        | 240 kg  | Verteidige uns im Kampfe.                    |

Das Gesamtgewicht des Geläutes beträgt 2340 kg.

### Orgeln
In der Kirche St. Bernhard taten seit ihrer Erbauung bereits mehrere Orgeln Dienst. Das aktuelle Instrument stammt aus dem Jahr 1979.

#### Die erste Orgel (1879 – 1949)
Die erste Orgel wurde 1879 von Mathias Burkhard aus Heidelberg erbaut. Sie verfügte über zwei Manuale, ein Pedal und 18 Register. Sie besaß Kegelladen und arbeitete mit mechanischer Spiel-- und Registertraktur.
Im Jahr 1928 wurde die Orgel durch die Firma F. W. Schwarz aus Überlingen umgebaut.

#### Die zweite Orgel (1949 – 1979)
Im Jahr 1941 beschloss der Stiftungsrat der Pfarrgemeinde die Anschaffung einer neuen Orgel, da das bisherige Instrument den Anforderungen nicht mehr genügte: Es wurde zum einen als zu klein angesehen, zum anderen traten immer öfter und besonders bei Witterungsumschlägen technische Probleme auf, durch die das Instrument nicht genutzt werden konnte. Im gleichen Jahr wurde daher die Freiburger Orgelbaufirma Welte & Söhne mit dem Bau einer neuen Orgel beauftragt.
Die Lieferung des Instruments war zunächst für das Jahr 1943 vorgesehen, verzögerte sich jedoch aufgrund der durch den Zweiten Weltkrieg verursachten Schwierigkeiten. Am 27. November 1944 verbrannten alle bis zu diesem Zeitpunkt bereits fertig gestellten Teile der Orgel, als die Gebäude der Orgelbaufirma durch den Luftangriff auf Freiburg vollständig zerstört wurden.
Im Jahr 1946 wurde der Bau der neuen Orgel wieder aufgenommen, verzögerte sich jedoch abermals aufgrund der Zerstörung der Gebäude der Orgelbaufirma und aufgrund der Knappheit von Metallen für die Pfeifen. Erst im Jahr 1949 konnte die neue Orgel geliefert und installiert werden. Sie arbeitete mit elektropneumatischer Traktur und verfügte über zwei Manuale, Pedal und 26 Register. Ihre Weihe erfolgte am 25. September 1949 durch den Hochw. H. Prälat Hirt.

#### Die dritte Orgel (seit 1979)

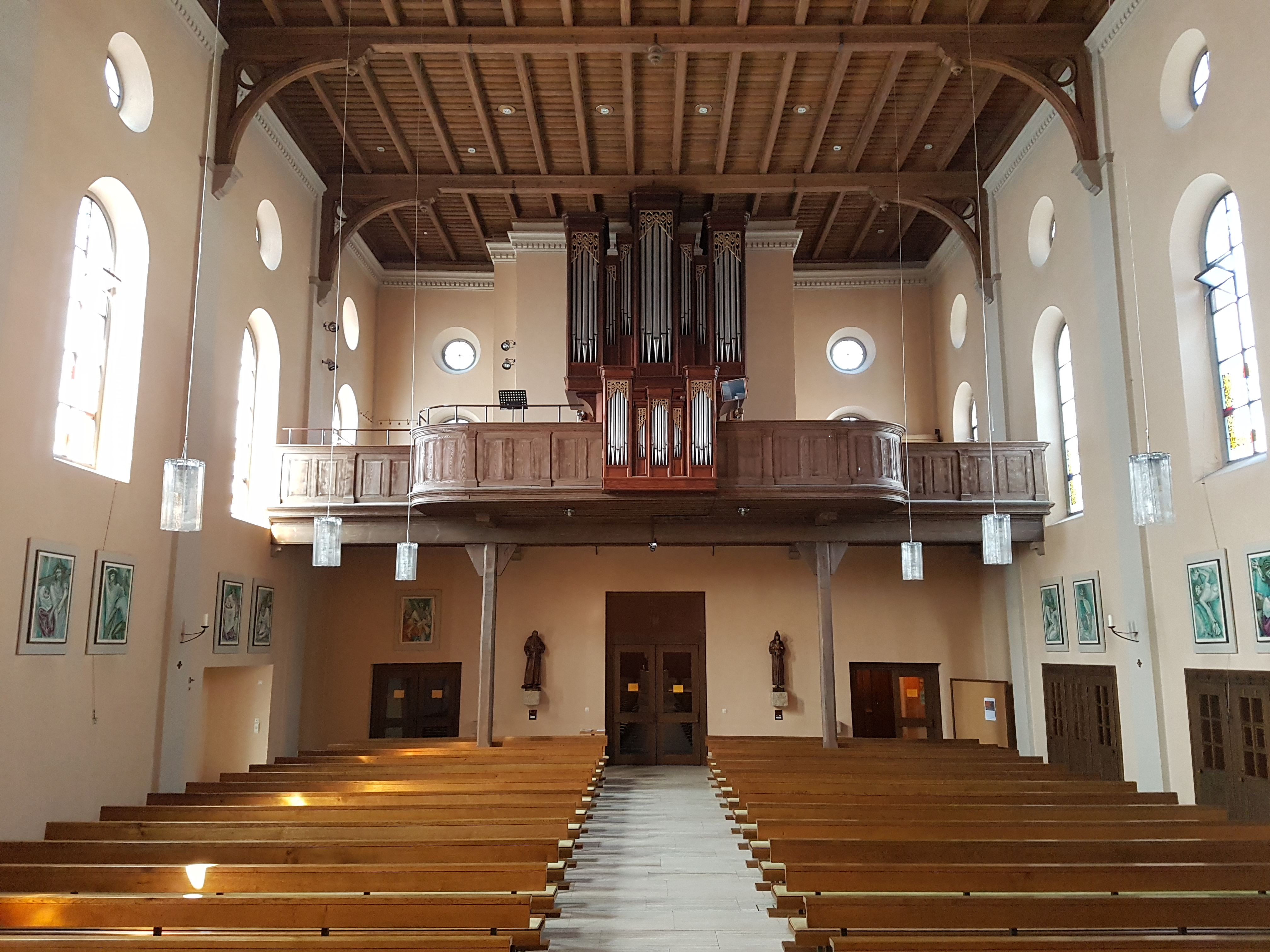
Innenraum mit Blick zur Orgel

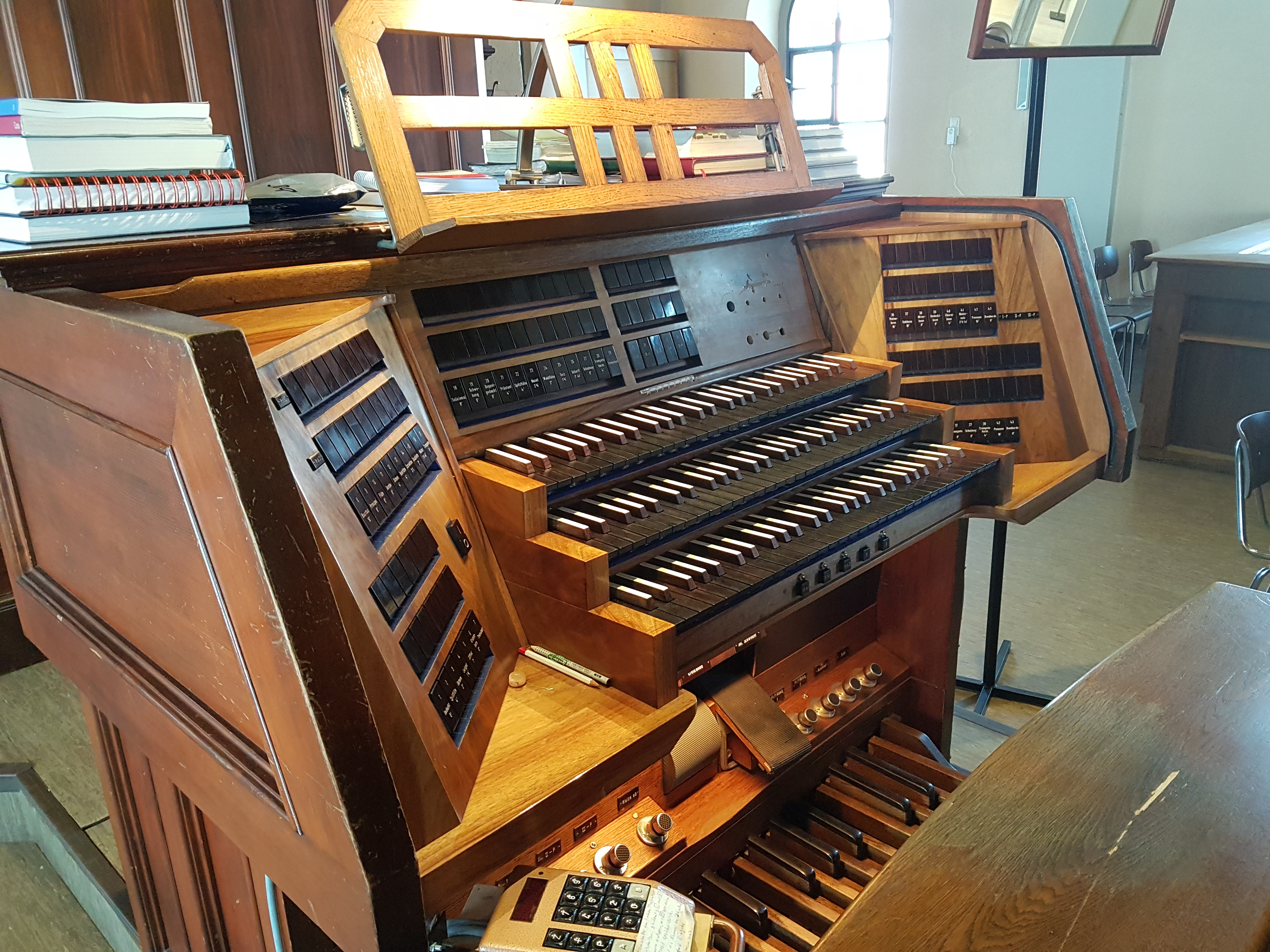
Spieltisch der Orgel

Die heutige Orgel wurde 1979 von Franz Winterhalter aus Oberharmersbach erbaut und verfügt über drei Manuale (Rückpositiv, Hauptwerk und Schwellwerk), Pedal und 35 Register. Das Instrument arbeitet mit Schleiflade, die Spieltraktur ist mechanisch, die Registertraktur ist elektrisch.
Die Weihe erfolgte am 9. Dezember 1979.

Disposition der Winterhalter – Orgel
| I Rückpositiv C – g3 |            |        |
| 1.                   | Gedackt    | 08′    |
| 2.                   | Spillflöte | 04′    |
| 3.                   | Oktave     | 02'    |
| 4.                   | Larigot    | 01 ⁄3′ |
| 5.                   | Sifflet    | 01′    |
| 6.                   | Krummhorn  | 08′    |
|                      | Tremulant  |        |

| II Hauptwerk C – g3 |              |        |
| 7.                  | Bourdon      | 16′    |
| 8.                  | Principal    | 08′    |
| 9.                  | Flöte        | 08′    |
| 10.                 | Gambe        | 08′    |
| 11.                 | Octave       | 04′    |
| 12.                 | Rohrflöte    | 04'    |
| 13.                 | Cornetino 3f | 0      |
| 14.                 | Doublette    | 02'    |
| 15.                 | Mixtur 4f    | 01 ⁄3′ |
| 16.                 | Trompete     | 08′    |

| III Schwellwerk C – g3 |                |        |
| 17.                    | Salicional     | 08′    |
| 18.                    | Schwebung      | 08′    |
| 19.                    | Doppelgedackt  | 08′    |
| 20.                    | Prästant       | 04′    |
| 21.                    | Spitzflöte     | 04′    |
| 22.                    | Nasat          | 02 ⁄3′ |
| 23.                    | Waldflöte      | 02′    |
| 24.                    | Terz           | 01 ⁄3′ |
| 25.                    | Scharff 4f     | 01′    |
| 26.                    | Schalmay       | 08′    |
| 27.                    | Trompete harm. | 04′    |
|                        | Tremulant      |        |

| Pedal C – f1 |               |        |
| 28.          | Violonbass    | 016′   |
| 29.          | Subbass       | 016′   |
| 30.          | Oktavbass     | 08′    |
| 31.          | Gedacktbass   | 08′    |
| 32.          | Choralbass    | 04′    |
| 33.          | Hintersatz 4f | 02 ⁄3′ |
| 34.          | Posaune       | 016′   |
| 35.          | Bombarde      | 08′    |

- Koppeln: I/II, III/I, III/II, I/P, II/P, III/P
- Spielhilfen: zwei freie Kombinationen, zwei freie Pedalkombinationen, Crescendowalze, Tutti